# Трстеник (Свети Никола)
Трстеник (мкд. Трстеник) је насеље у Северној Македонији, у средишњем делу државе. Трстеник је село у саставу општине Свети Никола.

## Географија
Трстеник је смештен у средишњем делу Северне Македоније. Од најближег града, Штипа, насеље је удаљено 35 km северозападно.
Насеље Трстеник се налази у историјској области Овче поље. Село није смештено у самом пољу, већ северозападно од поља, на источним падинама Градиштанске планине. Надморска висина насеља је приближно 660 метара.
Месна клима је умерено континентална.

## Становништво
Трстеник је према последњем попису из 2002. године имао 41 становника.
Већинско становништво су етнички Македонци (97%), а остало су махом Срби.
Претежна вероисповест месног становништва је православље.